# Epidendrum nutans
The Nodding Epidendrum (Epidendrum nutans) là một loài lan trong chi Epidendrum.